# Carolyn Porcová

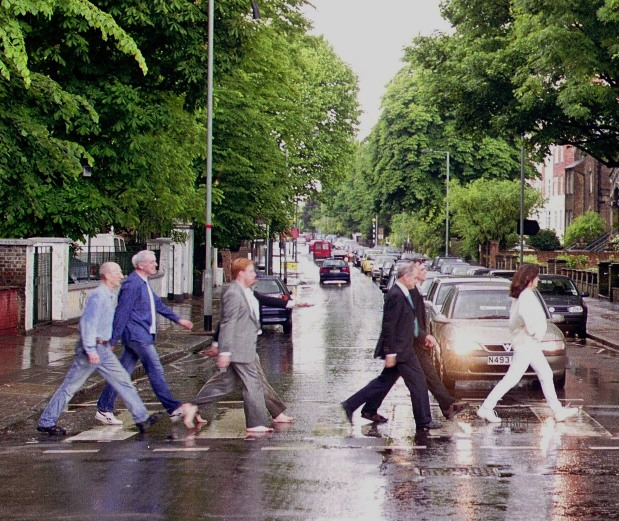
Carolyn Porcová (vpravo) napodobuje známou fotografii Beatles na Abbey Road s ostatními členy týmu Cassini Imaging Team

Carolyn C. Porcová (* 6. března 1953 Bronx) je americká astronomka známá svou prací v oblasti výzkumu vnějších planet Sluneční soustavy. 

## Život
Její kariéra započala v roce 1980 na misi Voyager k Jupiteru, Saturnu, Uranu a Neptunu. Do ukončení mise sondy Cassini v roce 2017 vedla v této misi tým zobrazovacích technologií imaging science. Mise Cassini byla ukončena plánovaným vnořením sondy do atmosféry Saturnu 15. září 2017. Byla odbornicí na zobrazovací technologie mise New Horizons k Plutu zahájené 19. ledna 2006. Je expertkou na planetární prstence a saturnův měsíc Enceladus.
V říjnu 2009 získala společně s Babakem Aminem Tafreshim Cenu Lennarta Nilssona jako uznání za jejich fotografickou práci. Při udělovacím ceremoniálu zaznělo:
Carolyn Porcová kombinuje ty nejlepší techniky planetárního průzkumu a vědeckého výzkumu s estetickou jemností a vzdělaným talentem. Její obrazy zobrazující nebeská tělesa saturnského systému s jedinečnou přesností a slouží nejen jako nástroje pro přední světové odborníky, ale odhalují také krásu vesmíru způsobem, který je inspirací pro mnoho lidí.

## Hudební zájmy
Je fanouškem 60. lét 20. století a také skupiny The Beatles, využívá odkazů na jejich hudbu do svých prezentací, spisů a tiskových zpráv. První barevný snímek, který ze sondy Cassini prezentovala veřejnosti, byl obraz Jupitera pořízený během přiblížení sondy k Jupiteru, která publikovala 9. října 2000 na počest 60. narozenin Johna Lennona. V roce 2006 produkovala a režírovala krátký osmi minutový film s 64 nejlepšími snímky sondy Cassini doplněným skladbami skupiny The Beatles, na počest 64. narozenin Paula McCartneyho. V roce 2007 zhotovila plakát se 64. scénami ze Saturnu, který poslala Paul McCartneymu.

## Dílo
Je spoluautorkou více než 100 vědeckých pracích spektroskopie Uranu a Neptunu, mezihvězdného prostoru, fotometrie planetárních prstenců, interakcí satelitů/prstenců, počítačové simulace planetárních prstenců, tepelné bilance polárních čepiček Tritonu, tepelného proudění nitra Jupiteru a řady výsledků na atmosféře, satelitech, a Saturnových prstenců z experimentu Cassini.